# Санчес, Марта
Марта Санчес Лопес (исп. Marta Sánchez López; род. 8 мая 1966, Мадрид, Испания) — испанская певица, актриса. Многие эксперты считают Марту Санчес «королевой испанской поп-музыки».

## Биография
Марта родилась в Мадриде (Испания). Её отец, Антонио Санчес Кампорро, был Астурийским оперным певцом. Она начала свою музыкальную карьеру с группы Cristal Oskuro, но вскоре после этого её пригласил Тино Азорес, звукооператор популярной поп/рок-группы Olé Olé. В 1985 году Марта стала вокалисткой группы, которая принесла ей известность и сделала её одной из крупнейших секс символов 1980-х годов в Испании, во времена, когда в стране было ослабление традиционных жёстких нравственных ценностей католицизм.
Её первый хит с Olé Olé назывался «Лили Марлен», испанская адаптация популярной немецкой песни о любви. Она оставалась с группой до 1991 года, прежде чем решила заняться сольной карьерой.
В 1993 году Марта выпустила свой дебютный сольный альбом, Mujer. Это сделало её одним из первых музыкантов в Латинской Америке, открывших для себя английский кроссовер. Её первый сингл, «Desesperada», был выпущен как в Испании, так и Америке. Второй сингл, «Tal Vez», был представлен в сотрудничестве с Томасом Андерсом. В 1995 году Санчес была номинирована на премию Lo Nuestro Award for Pop New Artist of the Year.
Второй сольный альбом «Mi Mundo» был выпущен в 1995 году во всем мире, как «Dime La Verdad», а затем «Arena y Sol» и «La Belleza». Благодаря успеху «Mi Mundo», Марта в очередной раз выпустила свой второй англоязычный альбом под названием «Мой Мир». В 1996 году Марта записала песню для фильма «Запёкшаяся кровь», выпущенный Квентином Тарантино.
Её третий сольный альбом, «Azabache», был выпущен в 1997 году в сотрудничестве со Слэшем и Найлом Роджерсом. Первый сингл, «Moja Mi Corazón» достиг 1 места в чартах в Испании и Мексике. Также в 1997 году она записала дуэт «Vivo Por Ella» с Андреа Бочелли. Она стала главным хитом в Латинской Америке. Марта выпустила свой четвёртый альбом, «Desconocida», в 1998 году. Её хиты включают «Desconocida», «Quiero Más de Ti» и «Los Mejores Años de Nuestra Vida». В 2000 году она руководила мюзиклом «Магия Бродвея».
Её пятый альбом, «Soy Yo», был выпущен в 2002 году и продан более чем 200 000 единиц в Испании. В 2004 году, она выпустила «Lo Mejor de Marta Sánchez» в сборник с тремя новыми песнями, «Profundo Valor» и «Caradura». В сборник также были включены обновлённые версии (с новой записью вокала) из «Desesperada» и «Soldados del Amor» (от её дней с Olé Olé), произведённые Жаном Карлосом. В 2005 году она выпустила свой первый концертный альбом под названием «Gira 2005: La Coruña En Directo», который был выпущен на CD и DVD.
Апрель 2007 года ознаменовался выпуском первого сингла из шестого студийного альбома певицы Miss Sánchez — песни «Superstar». Произведена и написана в соавторстве с электро хит-мейкером DJ Сэмми, песня стала хитом, достигнув первой позиции по AirPlay и цифровых чартовых продаж в Испании. «Мисс Санчес» дебютировал под номером три на физических продажах дисков и под номером один на цифровых продажах.
Санчес выступала на Европрайде в 2007 году в качестве специального гостя. В конце 2008 года, она сотрудничала с венесуэльским певцом Карлос Бауте с песней «Colgando En Tus Manos». Это был огромный успех, так как сингл был выпущен в Америке и достиг лучших позиции в музыкальных чартах в Эквадоре, Перу, Венесуэле, Уругвае, Пуэрто-Рико, Чили, Сальвадоре, Колумбии, Аргентине и Мексике. Сингл был номером один в Мексике и был номером один в Latin Pop Airplay в течение двух недель подряд.
Марта выпустила в 2010 году на английском языке песню «Get Together» с D-Mol при участии с Бакарди. В 2012 и 2013 годах, Марта выпустила песню «Mi Cuerpo Pide Mas».
В конце 2014 года состоялось возвращение Марты с новым материалом. На 23 сентября 2014, «La Que Nunca Se Rinde» был выпущен на iTunes новый альбом с неотредактированным материалом. Клип дебютировал 13 октября 2014 года. Было объявлено в декабре, что альбом будет называться «21 Dias». Марта объявила на Facebook, что её предварительные заказы стали доступны «21 Dias» и дата релиза будет 24 февраля 2015 года на цифровое скачать и физический релиз (только Испания), 5 песен были доступны цифровые предзаказы. На 16 февраля 2015 года было объявлено, что «добро пожаловать» английская песня будет служить как второй сингл с альбома. Песня стала доступна на iTunes в тот же день с музыкальных видео, дебютируя 20 февраля 2015 года.

## Дискография
В составе группы Olé Olé:
- 1986: «Bailando sin salir de casa»
- 1987: «Los caballeros las prefieren rubias»
- 1988: «Cuatro Hombres Para Eva»
- 1990: «1990»

Сольные альбомы:
- 1993: «Mujer» (1.200.000 копий)
- 1994: «Woman»
- 1995: «Mi mundo» (1.000.000 копий)
- 1997: «Azabache» (900.000 копий)
- 1998: «Desconocida» (800.000 копий)
- 2002: «Soy yo» (500.000 копий)
- 2007: «Miss Sánchez» (120.000 копий)
- 2015: «21 días»

## Награды
- Премия Long-Play de Oro: 1987
- Лауреат фестиваля в Акапулько: 1994, 1999
- Премия Ancla: 1998
- Премия Cadena Dial: 1999
- Премия Ondas: 2002[4], 2009
- Премия Elle: 2003
- Премия Shangay: 2007[5]
- Премия Glamur: 2011